# Дюмареск, Мишель
Мишель Дюмареск (англ. Michelle Dumaresq; род. 15 июня 1970 года; Канада) — велосипедистка, экс-чемпионка Канады по даунхиллу, транс-женщина. Участвует в соревнованиях по даунхиллу для женщин. Она занялась спортом в 2001 году, через шесть лет после того, как совершила переход. Ее заметили, когда она ехала по Ванкуверу с несколькими ведущими женщинами-байкерами. Дюмареск открыто говорит о том, что она транс-женщина.

## Спортивная карьера
Первым событием, в котором участвовала Дюмареск, была гонка Bear Mountain race, которая проходила в мае 2001 года. Она выступила в категории для любителей и стала победительницей. При этом её результат был на 2,5 секунды лучше, чем у победительницы в категории для профессионалов. После проведения ещё двух гонок с её участием, из-за жалоб других женщин-спортсменок, Cycling BC приостановили её лицензию.
Cycling BC и Канадская ассоциация велосипедистов провели встречу с местными вело-организаторами и сначала было принято решение аннулировать лицензию Дюмареск на право участия в гонках. Однако после обсуждения ситуации с UCI, было принято решение разрешить Дюмареск участвовать в соревнованиях в женской категории.
В апреле 2002 года ей выдали лицензию, дающую право выступать в женской категории гонок. Три недели спустя она участвовала в соревнованиях и заняла третье место. На следующей неделе она заняла первое место, обойдя соперниц на 10 секунд, что привело к волне протестов, и среди женщин и среди мужчин. Были созданы и подписаны петиции с требованием дисквалифицировать Дюмареск, но поскольку она имела гоночную лицензию, запрос был отклонен, и её первая профессиональная победа среди женщин была оставлена без изменений.
Дюмареск выиграла серию 2002 Canada Cup, в результате чего она перешла в сборную Канады.
Позже, в сентябре 2002 года, она стала одной из представительниц Канады на чемпионате мира по даунхиллу. Из-за технических проблем с её велосипедом, Дюмареск финишировала на 24-м месте.
В 2003 году Дюмареск выиграла национальный чемпионат Канады и снова представляла Канаду на чемпионате мира того же года. Она повторила победу в 2004 году и заняла 17-е место на чемпионате мира по маунтинбайку 2004 года, проходившем в Ле-Же во Франции.
На чемпионате Канады 2006 года протест одной из её конкуренток во время церемонии награждения, вновь привлек внимание к участию Дюмареск среди женщин. Партнёр занявшей второе место Даники Шрётер (англ. Danika Schroeter), вскочил на подиум и помог Шрётер надеть футболку с надписью «100 % Pure Woman Champ» («На 100 % чисто женское соревнование»).

## Трансгендерность
Дюмареск перенесла операцию по коррекции пола в 1996 году, после длительного курса гормонотерапии.
С 2004 года Международный олимпийский комитет (МОК) разрешил транссексуалам участвовать в соревнованиях в той гендерной категории, к которой относится человек после совершения трансгендерного перехода. Для транс-женщин - в случае если у этого человека уровень тестостерона в крови не превышает 10 нмоль/л по крайней мере в течение предшествующих 12 месяцев. В случае Дюмареск - она перенесла гонадэктомию за шесть лет до начала соревнований и более шести лет принимала гормоны.

## Фильмография
- «100% Woman» — документальный фильм о Мишель Дюмареск[2]
- «Dirt Divas» — документальный фильм, в котором снялась Мишель Дюмареск[3]